# 沙姆希亞·哈薩尼

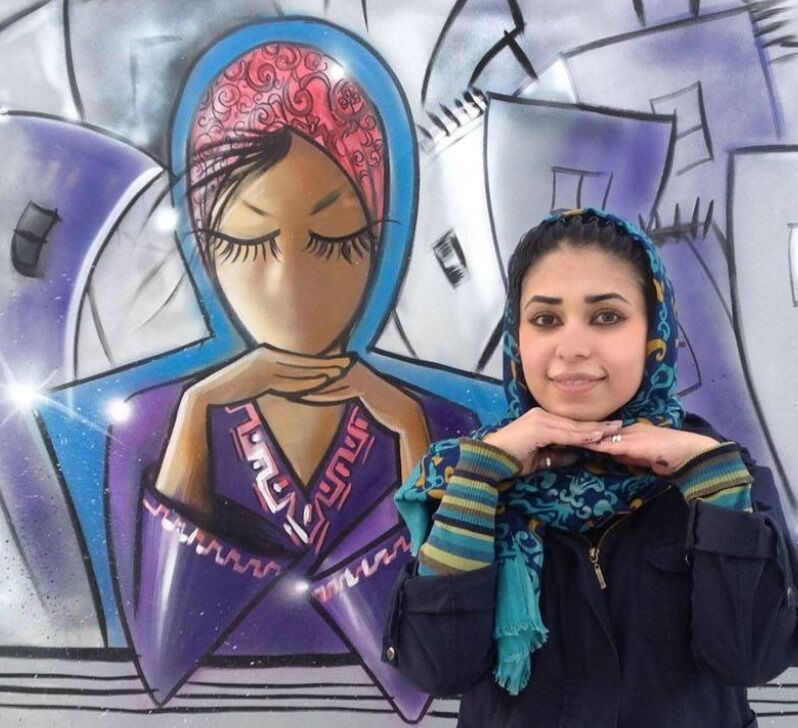
沙姆希亞·哈薩尼 在阿富汗

沙姆希亞·哈薩尼（英語：Shamsia Hassani，達利語：‎；婚前姓名 Ommolbanin Hassani ；1988年4月9日—）是阿富汗2第一位女性街頭塗鴉藝術家、美術老師以及喀布爾大學繪畫與解剖學繪畫的副教授。她在喀布爾的街上將“街頭藝術”大眾化，並在印度、伊朗、德國、美國、瑞士、越南、挪威、丹麥、土耳其、義大利、加拿大等多個國家以及位於喀布爾的外交使團展出了她的藝術作品。   哈薩尼在喀布爾以街頭塗鴉方式來喚起人們對戰爭年代的關注。  2014 年，哈薩尼被 FP 評為全球 100 名思想家之一。   她被評為 BBC 2021 年 100 名女性之一

## 個人簡介
1. ↑  . 2021-12-07  [2024-03-02]. （原始内容存档于2021-12-11） （英国英语）.
2. ↑  . Kabul Art Project.   [27 March 2016]. （原始内容存档于2018-02-28）.
3. 1 2  Graham-Harrison, Emma. . The Guardian. 24 February 2012  [27 March 2016]. （原始内容存档于2019-04-01）.
4. ↑  Bricker, FP Staff, Mindy Kay. . Foreign Policy. 2024-03-08  [2024-03-02] （美国英语）.
5. ↑  [].   [4 April 2019]. （原始内容存档于2018-02-09）.
6. ↑  . The Guardian. 17 December 2014  [2024-03-02]. （原始内容存档于2019-04-01）.
7. ↑  . BBC News. 7 December 2021  [16 December 2022]. （原始内容存档于2021-12-11） （英国英语）.